# Dikhil
Dikhil (arabiska: دخيل) är en stad i västra Djibouti. Den är huvudort i regionen Dikhil. Staden hade 24 886 invånare (2009) och ligger öster om Abbesjön.